# Skrytka (film)
Skrytka (ang. The Outfit) – amerykańsko-brytyjski film kryminalny z 2022 roku w reżyserii Grahama Moore’a. W głównych rolach wystąpili Mark Rylance, Zoey Deutch i Dylan O’Brien. Zdjęcia kręcono w Londynie. Film miał swoją premierę 14 lutego 2022 roku w ramach pokazów pozakonkursowych na 72. MFF w Berlinie.

## Fabuła
W latach 50. XX wieku w jednej z dzielnic Chicago, kontrolowanej przez lokalną mafię, Leonard Burling prowadzi zakład krawiecki. Przywódca grupy, Roy Boyle, używa lokalu do ukrywania brudnych pieniędzy, co też krawiec toleruje, ponieważ członkowie mafii składają u niego duże zamówienia na jego usługi. Sprawy komplikują się, kiedy do zakładu pewnego dnia trafia postrzelony mężczyzna.

## Obsada
- Mark Rylance jako Leonard Burling
- Zoey Deutch jako Mable
- Dylan O’Brien jako Richie
- Nikki Amuka-Bird jako Violet
- Simon Russell Beale jako Roy
- Johnny Flynn jako Francis
- Alan Mehdizadeh jako Monk[1]

## Odbiór

### Reakcja krytyków
Film spotkał się z dobrą reakcją krytyków. W agregatorze recenzji Rotten Tomatoes 85% z 165 recenzji uznano za pozytywne. Z kolei w agregatorze Metacritic średnia ważona ocen z 39 recenzji wyniosła 69 punktów na 100.

## Nagrody i nominacje
| Nagroda        | Kategoria          | Wynik     |
| -------------- | ------------------ | --------- |
| Nagroda Saturn | Najlepszy thriller | Nominacja |